# مانفرد بندر
مانفرد بندر (انگلیسی: Manfred Bender؛ زادهٔ ۲۴ مهٔ ۱۹۶۶) بازیکن فوتبال اهل آلمان است.
از باشگاه‌هایی که در آن بازی کرده‌است می‌توان به باشگاه فوتبال کارلسروهه، باشگاه فوتبال مونیخ ۱۸۶۰، باشگاه فوتبال بایرن مونیخ، و باشگاه فوتبال زاربروکن اشاره کرد.